# 星野康二
星野 康二（ほしの こうじ、1956年〈昭和31年〉5月7日 - ）は、日本の実業家。学位はMaster of Business Administration（ニューヨーク州立大学）。
ウォルト・ディズニー・ジャパン株式会社代表取締役社長（初代）、会長を経て、スタジオジブリ代表取締役を15年間にわたって務めた。財団法人徳間記念アニメーション文化財団理事、株式会社ドワンゴ社外取締役、株式会社KADOKAWA・DWANGO社外取締役、株式会社KADOKAWA社外取締役なども歴任した。

## 来歴

### 生い立ち
1956年、北海道札幌市に生まれ、北海道札幌旭丘高等学校を経て、創価大学文学部に入学する。入学後、「池田大作に対する、不当な非難・中傷の嵐が吹き荒れる」と感じた星野は「必ずや池田大作の偉大さを証明してみせる！国際社会で戦える力ある人材に成長しよう！」と決意したとされる。在学中にアリゾナ大学への留学を経験し、卒業後は再度アメリカに渡り、ニューヨーク州立大学オルバニービジネススクールにてMBAを取得する。帰国後、創価大学の後輩だった女性と結婚する。

### ウォルト・ディズニー・カンパニー
アメリカの建材メーカーやアルプス電気の子会社「アルパイン」を経て、ウォルト・ディズニー・カンパニーグループに移る。各部門にて管理職を務めた後、ブエナ ビスタ ホーム エンターテイメント日本代表、ウォルト・ディズニー・インターナショナル執行副社長を歴任した。ウォルト・ディズニー・インターナショナルの「シニアバイスプレジデント」に就任したのは星野が日本人で初めてだとされる。その後、ウォルト・ディズニー・ジャパンにて初代社長となり、社長退任後は会長に就いた。

### スタジオジブリ
ブエナ ビスタ ホーム エンターテイメントがスタジオジブリ作品のビデオ販売を担当するなど、スタジオジブリとは業務にて関わる機会が多かった。2008年、スタジオジブリ社長の鈴木敏夫から後継者として指名されたため、ウォルト・ディズニー・ジャパン会長を退き、2代目スタジオジブリ社長に就任した。スタジオの運営に関して「“稼ぐ”という部分、経営面では変化していくだろうが、創作集団としてのジブリは変わらないし、鈴木さんがこれまで作ってきた環境を壊さない」と表明しつつ「変わらないためにこそ、変化を恐れずにいたい。映画はもちろん、DVD、ビデオ、出版など、刻々と変わる業界の状況にも常に対応できるようにしたい」としている。経営に関しては、ウォルト・ディズニー・カンパニーとスタジオジブリの規模の違いを指摘し「世界的な基準で会計の分析などをしても意味がない」と評し「ディズニーとは逆のことをしなければならない」と語っている。
2017年11月28日、スタジオジブリ代表取締役会長に就任。後任の社長には三鷹の森ジブリ美術館館長であった中島清文が就任した。
2021年2月、新型コロナウイルス禍に対応するため、中島が社長を退任し、三鷹の森ジブリ美術館の専従の総責任者として第2代館主に就任。会長の星野が社長を兼任することとなった。美術館の設立時から館主であった宮崎駿は名誉館主となった。
2023年3月をもって、スタジオジブリ会長兼社長を退任した。代表取締役には2023年6月までとどまり、定期株主総会をもって退社した。今後は新しい分野に挑戦していくという。

## 人物
母校への思い入れは強く、「創価教育同窓の集い」にて「創立者池田先生、そして創価同窓の皆さんに、勝利の報告をさせていただけることは、最高の誉れ」と語っている。「どんな時でもくさらず、前向きに『きっと池田大作にお応えする人材になるんだ。』」をモットーとしている。また、星野の情熱の原点は「池田大作と出会い『師の偉大さを証明しよう！国際社会で活躍する人に！』と決めたこと」と語っている。一見すると順風満帆な人生だが、挫折を感じた際は「くじけそうになる度に、池田大作の著書を読み返した」と述べている。

## 顕彰
創価大学に対する星野の寄附金を元に「星野基金」が運営されている。

## 作品

### 映画
- 『ホーホケキョ となりの山田くん』（いしいひさいち原作、高畑勲脚色・監督、スタジオジブリ、1999年） - 製作担当
- 『ブリスター!』（猪爪慎一脚本、須賀大観監督、博報堂・テレビ東京・ブエナ ビスタ ホーム エンターテイメント、2000年） - ゼネラルプロデューサー
- 『千と千尋の神隠し』（宮崎駿原作・脚本・監督、スタジオジブリ、2001年） - 製作
- 『猫の恩返し』（柊あおい原作、吉田玲子脚本、森田宏幸監督、スタジオジブリ、2002年） - 製作
- 『ギブリーズ episode2』（百瀬義行監督、スタジオギブリ、2002年） - 製作
- 『崖の上のポニョ』（宮崎駿原作・脚本・監督、スタジオジブリ、2008年） - 制作
- 『借りぐらしのアリエッティ』（メアリー・ノートン原作、宮崎駿・丹羽圭子脚本、米林宏昌監督、スタジオジブリ、2010年） - 制作
- 『コクリコ坂から』（高橋千鶴・佐山哲郎原作、宮崎駿・丹羽圭子脚本、宮崎吾朗監督、スタジオジブリ、2011年） - 制作
- 『風立ちぬ』（宮崎駿原作・脚本・監督、スタジオジブリ、2013年） - 制作
- 『かぐや姫の物語』（高畑勲原案・脚本・監督、スタジオジブリ、2013年） - 制作
- 『思い出のマーニー』（ジョーン・G・ロビンソン原作、丹羽圭子・安藤雅司・米林宏昌脚本、米林宏昌監督、スタジオジブリ、2014年） - 制作
- 『君たちはどう生きるか』（宮崎駿原作・脚本・監督、スタジオジブリ、2023年） - 製作